# 217 př. n. l.

## Události
- druhá punská válka
- 22. červen – bitva u Rafie, egyptský král Ptolemaios IV. porazil Antiocha III. Velikého z rodu Seleukovců
- 24. červen – bitva u Trasimenského jezera, Hannibal zničil vojsko římského konzula Gaia Flaminia

## Úmrtí
- 24. červen – Gaius Flaminius, římský konzul – padl v bitvě u Trasimenského jezera

## Hlava státu
- Čína – Čchin Š'Chuang-ti (221 – 210 př. n. l.)
- Seleukovská říše – Antiochos III. Megás (223 – 187 př. n. l.)
- Řecko-baktrijské království – Euthydemus I. (230 – 200 př. n. l.)
- Parthská říše – Arsakés I. (247 – 211 př. n. l.)
- Egypt – Ptolemaios IV. Filopatór (222 – 204 př. n. l.)
- Bosporská říše – Hygiainon (220 – 200 př. n. l.)
- Pontus – Mithridates III. (220 – 185 př. n. l.)
- Kappadokie – Ariarathes IV. (220 – 163 př. n. l.)
- Bithýnie – Prusias I. (228 – 182 př. n. l.)
- Pergamon – Attalos I. (241 – 197 př. n. l.)
- Sparta – Agésipolis III. (219 – 215 př. n. l.) a Lykúrgos (219 – 210 př. n. l.)
- Athény – Callimachus (218 – 217 př. n. l.) » neznámý vládce (217 – 216 př. n. l.)
- Makedonie – Filip V. (221 – 179 př. n. l.)
- Epirus – vláda épeiroské ligy (231 – 167 př. n. l.)
- Římská republika – konzulové Gnaeus Servilius Geminus, Gaius Flaminius a Marcus Atilius Regulus (217 př. n. l.)
- Syrakusy – Hiero II. (275 – 215 př. n. l.) a Gelo (240 – 216 př. n. l.)
- Numidie – Gala (275 – 207 př. n. l.)